# (410) Chloris
Pour les articles homonymes, voir Chloris.
(410) Chloris est un astéroïde de la ceinture principale découvert par Auguste Charlois le 7 janvier 1896.

## Dénomination
(410) Chloris doit son nom à Chloris, une limoniade (ou nymphe des fleurs) de la mythologie grecque.